# Amirim
Amirim is een mosjav in Israël, dat ongeveer 20 kilometer ten noordwesten van het Meer van Tiberias ligt. Het dorp heeft slechts een paar honderd inwoners.
Amirim staat er vooral om bekend, dat de inwoners ervan vegetariërs zijn. Doordat het dorp hoog gelegen is, ongeveer 540 meter boven zeeniveau, kan men het Meer van Tiberias vanuit Amirim zien liggen.